# Roeien op de Paralympische Zomerspelen 2012
Op de XIVe Paralympische Zomerspelen die in 2012 werden gehouden in Londen, Verenigd Koninkrijk was roeien een van de 20 sporten die werden beoefend.

## Evenementen
Er stonden bij het roeien vier evenementen op het programma, voor mannen en vrouwen gescheiden elk één en voor de mannen en vrouwen tezamen twee evenementen.
Mannen
- Skiff, klasse AM1x

Vrouwen
- Skiff klasse AW1x

Gemengd
- Dubbeltwee klasse TAMix2x
- Vier, met stuurman klasse LTAMix4

### Mannen

#### Skif
| Klasse | Snelste Tijd | Land  | Goud        | Land      | Zilver      | Land    | Brons             |
| ------ | ------------ | ----- | ----------- | --------- | ----------- | ------- | ----------------- |
| AM1x   | 4:52.36      | China | Cheng Huang | Australië | Erik Horrie | Rusland | Aleksey Chuvashev |

### Vrouwen

#### Skif
| Klasse | Snelste Tijd | Land     | Goud         | Land      | Zilver          | Land        | Brons            |
| ------ | ------------ | -------- | ------------ | --------- | --------------- | ----------- | ---------------- |
| AW1x   | 5:35.29      | Oekraïne | Alla Lysenko | Frankrijk | Nathalie Benoit | Wit-Rusland | Liudmila Vauchok |

### Gemengd

#### Dubbeltwee
| Klasse  | Snelste Tijd | Land  | Goud                      | Land      | Zilver                       | Land             | Brons                    |
| ------- | ------------ | ----- | ------------------------- | --------- | ---------------------------- | ---------------- | ------------------------ |
| TAMix2x | 3:57.63      | China | Xiaoxian Lou Tianming Fei | Frankrijk | Perle Bouge Stephane Tardieu | Verenigde Staten | Oksana Masters Rob Jones |

#### Vier met stuurman
| Klasse  | Snelste Tijd | Land                | Goud                                                                              | Land      | Zilver                                                                                | Land     | Brons                                                                                     |
| ------- | ------------ | ------------------- | --------------------------------------------------------------------------------- | --------- | ------------------------------------------------------------------------------------- | -------- | ----------------------------------------------------------------------------------------- |
| LTAMix4 | 3:19.38      | Verenigd Koninkrijk | Pamela Relph Naomi Riches David Smith James Roe Lily van den Broecke (stuurvrouw) | Duitsland | Anke Molkenthin Astrid Hengsbach Tino Kolitscher Kai Kruse Katrin Splitt (stuurvrouw) | Oekraïne | Andrii Stelmakh Kateryna Morozova Olena Pukhaieva Denys Sobol Volodymyr Kozlov (stuurman) |

## Medaillespiegel
| Plaats | Land                | NPC    | Goud | Zilver | Brons | Totaal |
| 1      | China               | CHN    | 2    | 0      | 0     | 2      |
| 2      | Oekraïne            | UKR    | 1    | 0      | 1     | 2      |
| 3      | Verenigd Koninkrijk | GBR    | 1    | 0      | 0     | 1      |
| 4      | Frankrijk           | FRA    | 0    | 2      | 0     | 2      |
| 5      | Oekraïne            | AUS    | 0    | 1      | 0     | 1      |
| 5      | Duitsland           | GER    | 0    | 1      | 0     | 1      |
| 7      | Rusland             | RUS    | 0    | 0      | 1     | 1      |
| 7      | Wit-Rusland         | BLR    | 0    | 0      | 1     | 1      |
| 7      | Verenigde Staten    | USA    | 0    | 0      | 1     | 1      |
| Totaal | Totaal              | Totaal | 0    | 0      | 0     | 0      |

Atletiek · Bankdrukken · Basketbal · Blindenvoetbal · Boogschieten · Boccia · CP-voetbal · Goalball · Judo · Paardensport · Roeien · Rugby · Schermen · Schietsport · Tafeltennis · Tennis · Volleybal · Wielersport · Zeilen · Zwemmen
Peking 2008 ·
Londen 2012 ·
Rio de Janeiro 2016 ·
Tokio 2020 ·
Parijs 2024 ·
Los Angeles 2028